# Google+
Google+ (znany także jako Google Plus lub G+) – serwis społecznościowy firmy Google LLC.

## Opis
Serwis został uruchomiony 28 czerwca 2011 w fazie testowej. Następnego dnia użytkownicy mogli już wysłać zaproszenia do rejestracji dla swoich znajomych. Możliwość zarejestrowania się w fazie testowej istniała po otrzymaniu zaproszenia, a dla kilku losowych użytkowników rejestracja została otwarta. Pierwszym sloganem promującym projekt jest zdanie: „dzielenie się tak, jak w prawdziwym życiu. Przemyślane pod kątem internetu”. Google+ ma również aplikację przeznaczoną do mobilnego systemu operacyjnego Android oraz na telefony iPhone.
Była to kolejna próba konkurowania Google z największym serwisem społecznościowym na świecie Facebook po projektach Google Buzz, Google Wave czy Orkut. 19 września 2012 liczba aktywnych użytkowników portalu Google+ przekroczyła 400 milionów. Google+ łączył w sobie dostępne już usługi społecznościowe Google takie jak Google Profile i Google Buzz oraz udostępniał nowe funkcje, jak kręgi znajomych, wideospotkania. Także dzięki integracji z kontaktami profilu Google możliwe było szybkie znalezienie znajomych. Opcjonalnie można było również połączyć swoje konto z internetowym albumem zdjęć Picasa Web. W grudniu 2012 nowo utworzone konta YouTube stały się tożsame z kontem Google. Konta YouTube utworzone przed majem 2009 roku pozostały autonomicznymi, pojedynczymi kontami YouTube niepowiązanymi z kontem Google.
8 października 2018 Google na swoim blogu poinformowało, że konsumencka wersja serwisu zostanie wyłączona w ciągu 10 miesięcy z powodu niskiego zainteresowania usługą oraz występowania błędu narażającego dane użytkowników. Według informacji spółki 90% wizyt w serwisie trwało krócej niż 5 sekund. 
2 kwietnia 2019 Google wyłączył serwis Google+ dla kont niefirmowych. Usługa Google+ nie jest już dostępna na kontach użytkowników indywidualnych (osobistych) ani na kontach marek.

## Statystyki
Poniższa lista przedstawia listę stron na Google Plus o największej liczbie obserwujących. Stan na 15 marca 2015.
| Miejsce | Nazwa strony  | Obserwujący |
| ------- | ------------- | ----------- |
| 1.      | YouTube       | 12 631 221  |
| 2.      | Google+       | 9 416 959   |
| 3.      | Google Chrome | 9 337 440   |
| 4.      | Lady Gaga     | 9 294 006   |
| 5.      | Android       | 9 125 103   |
| 6.      | Larry Page    | 8 970 417   |
| 7.      | Madonna       | 8 704 364   |
| 8.      | Angry Birds   | 8 647 454   |
| 9.      | Snoop Dogg    | 8 556 162   |
| 10.     | The Economist | 8 488 680   |

## Cenzura
W pierwszym dniu działania usługi różne media podały informację, że rząd Chińskiej Republiki Ludowej zablokował dostęp do serwisu w tym kraju. 11 lipca 2011 również rząd Iranu zablokował dostęp do tej usługi.